# Abbondio Sangiorgio
Abbondio Sangiorgio (Milan, 16 juillet 1798  – 2 novembre 1879) est un sculpteur italien néoclassique du XIXe siècle.

## Biographie
Né à Milan, Abbondio Sangiorgio fréquenta l'Académie de Brera, puis travailla au chantier du Dôme de Milan presque toute sa vie. Il a travaillé avec l'atelier de fonderie de Luigi Manfredini. Il a reçu tardivement  des commandes d'un plus large public, à Turin (pour des places et le Palais royal), à Milan, à Brescia et à Casale Monferrato (Statue équestre de  Charles-Albert de Sardaigne). Il a produit un nombre important de bustes réalistes pour la bourgeoisie milanaise et son atelier a été fréquenté par Alessandro Manzoni.
Il est resté toute sa vie dans sa ville natale et a refusé la chaire de sculpture à Copenhague.
Il  eut pour élèves Pietro Magni et Odoardo Tabacchi (Varèse, 19 décembre 1831 - Milan, 23 mars 1905).

## Œuvres

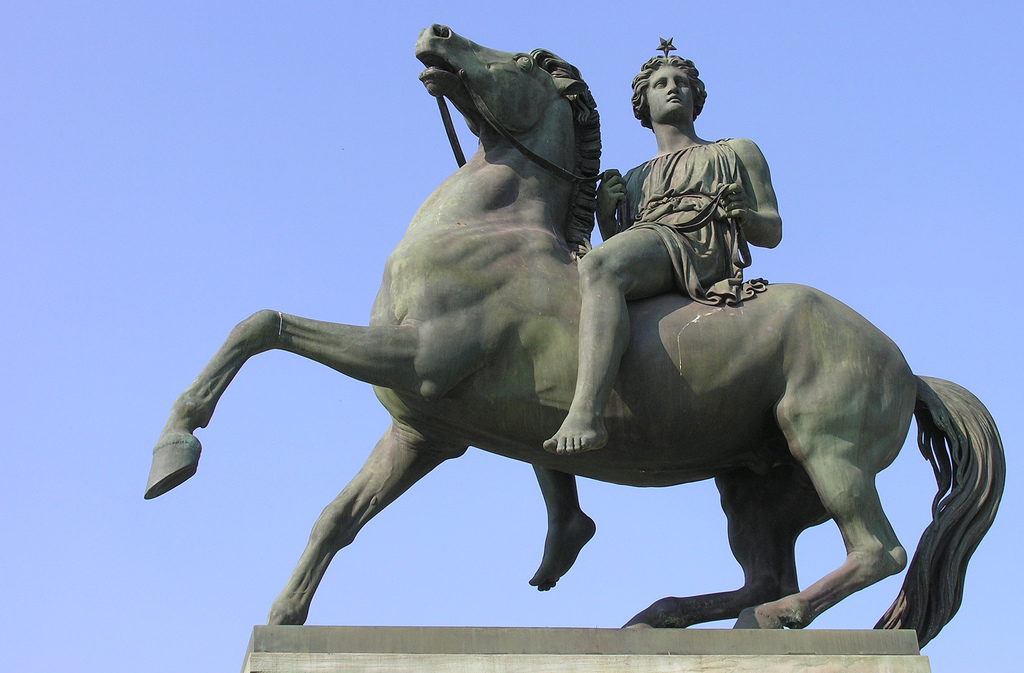
Statue de Pollux, entrée du Palais royal de Turin.

- Buste de Vincenzo Monti pour le loggiato del cortile (sur un projet de Pelagio Palagi), perdu aujourd'hui mais fondu en bronze par  Luigi Manfredini dont une copie en marbre est conservée à la Civica Galleria d’Arte Moderna de Milan.
- Statues de Castor et de Pollux, entrée du Palais royal de Turin
- Buste de Giuseppe De Cristoforis, musée civique d'histoire naturelle de Turin
- Sestiga della Pace (Chariot de la paix), bronze sur l'Arc de la Paix, Milan
- Buste de Carlo Villa, podestat de Milan et bienfaiteur de l'église paroissiale,  lunette de l'Oratorio di San Giuseppe, Novate Milanese
- Statue équestre de Charles Albert de Sardaigne, Piazza Mazzini,  Casale Monferrato
- Cariatides en stuc du Teatro Municipale, Casale Monferrato